# Piazza del Duomo (Prato)

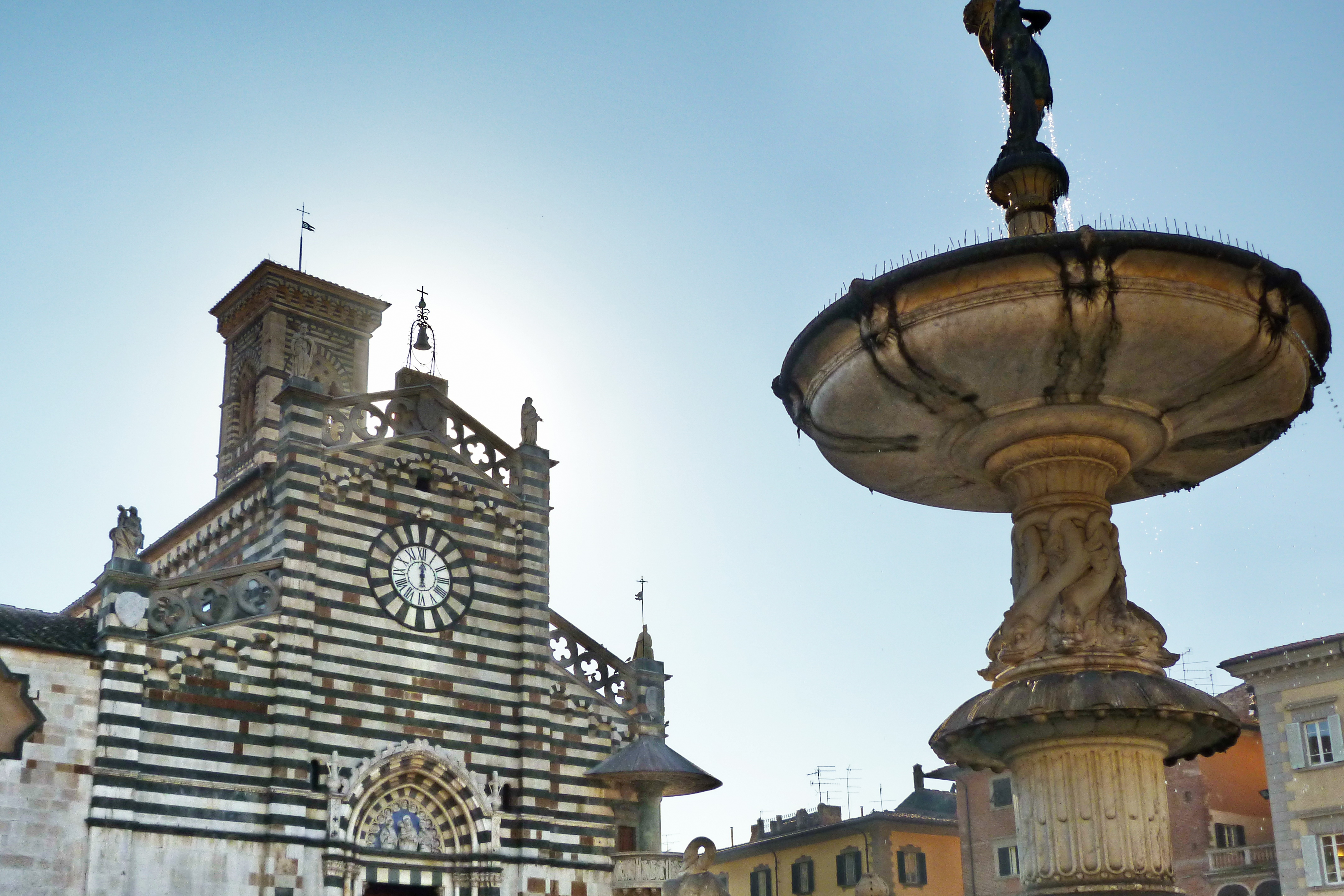
Fontana del Pescatorello ed il Duomo

Piazza del Duomo é la piazza principale di Prato e cuore religioso della città per la presenza della cattedrale di Santo Stefano. Qui si trova, inoltre, uno dei nuclei originari intorno al quale si sviluppò l'insediamento abitativo.

## Storia e descrizione
Già in epoca altomedievale esisteva un borgo attorno all'allora pieve dell'abitato chiamato Borgo al Cornio (citata in un documento del 994), vicino al castello dei conti Alberti: dalla fusione dei due nuclei nacque la città di Prato.
Fu grazie all'arrivo della preziosissima reliquia della Sacra Cintola che la zona ebbe un'organizzazione a piazza aperta vera e propria, per accogliere le folle di pellegrini, desiderosi di vedere la cintura della Madonna, secondo la tradizione portata in città nel 1141 dal mercante Michele Dagomari da Prato, di ritorno da Gerusalemme.
La forma attuale venne assunta all'incirca nel Trecento, quando venne allargata (nella ristrutturazione della piazza della pieve ne fecero le spese i Dagomari, che si videro demolito un muro adiacente al campanile dopo un lungo contenzioso: sorgevano infatti le loro case, unite a quelle dei Levaldini, là dove adesso è la sagrestia maggiore con i suoi annessi) per il crescente flusso di pellegrini, nello stesso periodo in cui venne ingrandita la cattedrale. Sullo spigolo sud ovest della chiesa venne poi installato nel Quattrocento il pulpito di Michelozzo e Donatello, dal quale si può dominare tutta la piazza a "L", durante le ostensioni pubbliche della reliquia.
Oltre alla cattedrale vi si affacciano, tra i vari palazzi, il palazzo Vescovile, attiguo al Museo dell'Opera del Duomo, palazzo Dragoni, sul lato ovest e palazzo Vestri, sul lato sud, che ha ospitato a lungo l'antico Hotel Stella d'Italia, descritto vividamente da Curzio Malaparte nel romanzo Maledetti toscani.
Il fronte della piazza verso nord, da via del Corso al vicolo dell'Opera, era occupata ai primi anni del Duecento dalle abitazioni di Bonato e di Baldanza, suo padre. Successivamente il palazzo passò prima ai Vinaccesi e poi ai Lorini Pittei, diventando quindi il palazzo Lorini Pittei. Oggi è visibile ancora l'antica facciata in laterizi.
Sempre su questo lato, da via del Corso a via Firenzuola, era situata la prima sede del Comune e la torre della Curia, sede dei podestà e dei rettori del Comune, nominati per la prima volta in un documento del 1193. Nella Toscana del Duecento le adunanze erano infatti tenute solitamente nelle chiese o in edifici privati, spesso le residenze dei magistrati appartenenti alle famiglie più potenti.
Il palazzo all'angolo con via Firenzuola era abitato nel Quattrocento dal notaio Nicola di Bartolomeo di Nicola Brancacci (1400 ca. - 1426 ca.). La famiglia Brancacci, arricchitasi sul finire del XIV secolo con il commercio di stoffe di lana, otteneva in ser Nicola il suo primo rappresentante all’interno del prestigioso mondo del notariato.
Al centro oggi è presente una fontana detta del Pescatorello, realizzata in marmo con animali marini dominata dalla scultura di un piscatoriello, disegnata da Mariano Falcini e scolpita da Emanuele Caroni e Ulisse Cambi (1861): i pratesi l'hanno soprannominata anche Fontana del Papero per i cigni scolpiti sul bordo delle vasche.
Sul lato sud è inoltre situato il monumento a Giuseppe Mazzoni di Alessandro Lazzerini.
I lampioni in ghisa, installati nel 2017, riprendono lo forme di quelli ottocenteschi originariamente presenti nella piazza.

## Edifici principali
Cattedrale di Santo Stefano 
Cuore della piazza, la facciata è contraddistinta dall'alternanza del marmo verde locale ad arenaria, la sua fondazione risale al VI secolo. Il pulpito esterno fu costruito da Michelozzo e decorato da Donatello, fra il 1428 e il 1438, fu creato per l'ostensione pubblica della reliquia della Sacra Cintola della Madonna.
 Palazzo Vestri 
Sorge sulla chiesa di San Giovanni Rotondo, ha assunto le sembianza attuali all'inizio del XIX secolo, è stato la sede della storica Locanda Cagiotti e poi dell'Hotel Stella d'Italia.
 Palazzo Vescovile 
Posto a sinistra della cattedrale era l'antica residenza dei proposti della pieve, oggi è la residenza del vescovo di Prato.
 Palazzo Dragoni 
Antico casino dei nobili, fu sede dell'Accademia degli Infecondi, ha assunto le forme attuali nel XVII secolo.
 Palazzo Brancacci Magheri 
Sorge sul lato destro di Palazzo Vestri, è stato rimodellato in stile neoclassico nell'800, sorge sulla prima cinta muraria della città.
 Palazzo Lorini Pittei 
Di origini duecentesche è posizionato sul lato sud della piazza, è caratterizzato dalla facciata in laterizi del XIII-XIV secolo.
 Palazzo Iannelli 
Di origini cinquecentesche è posizionato sul lato sud-est della piazza ed essendo il palazzo più recente della piazza, non ha i segni distintivi dell’epoca.

## Curzio Malaparte e piazza Duomo

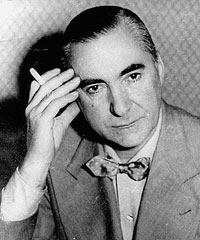
Curzio Malaparte

“M’affaccio alla finestra, e sporgendomi un po’ di lato, m’appare la fronte marmorea del Duomo, a strisce bianche e verdi, il Pergamo di Michelozzo e di Donatello, appeso come un nido all’angolo della facciata, e il bel campanile che servì da modello al campanile di Giotto, ma più di quello è semplice, snello, e schietto: di pietra tagliata, di buona e liscia pietra pratese” . (Da "Maledetti Toscani')

## Immagini della piazza

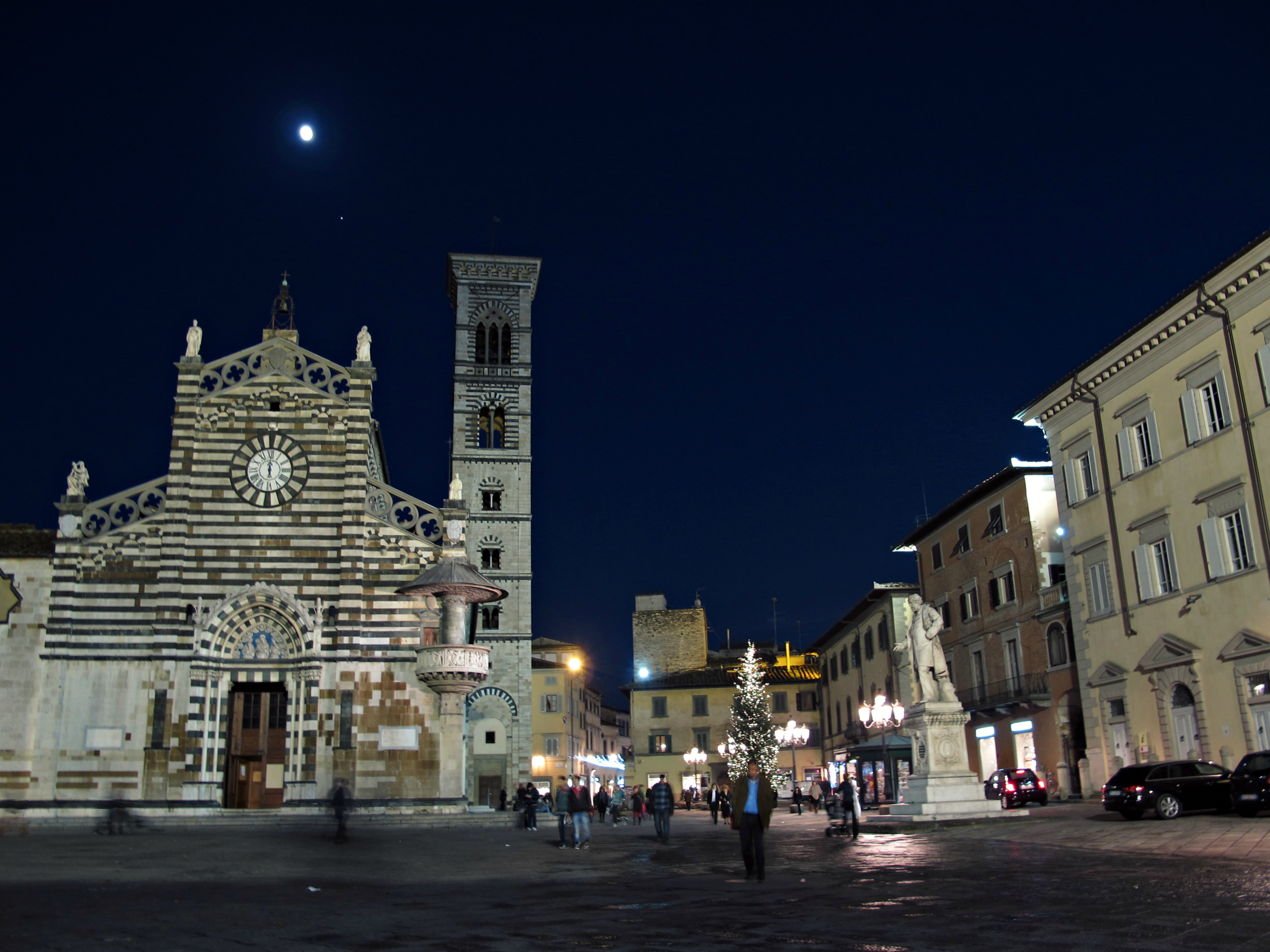
Il duomo e palazzo Vestri sulla sinistra
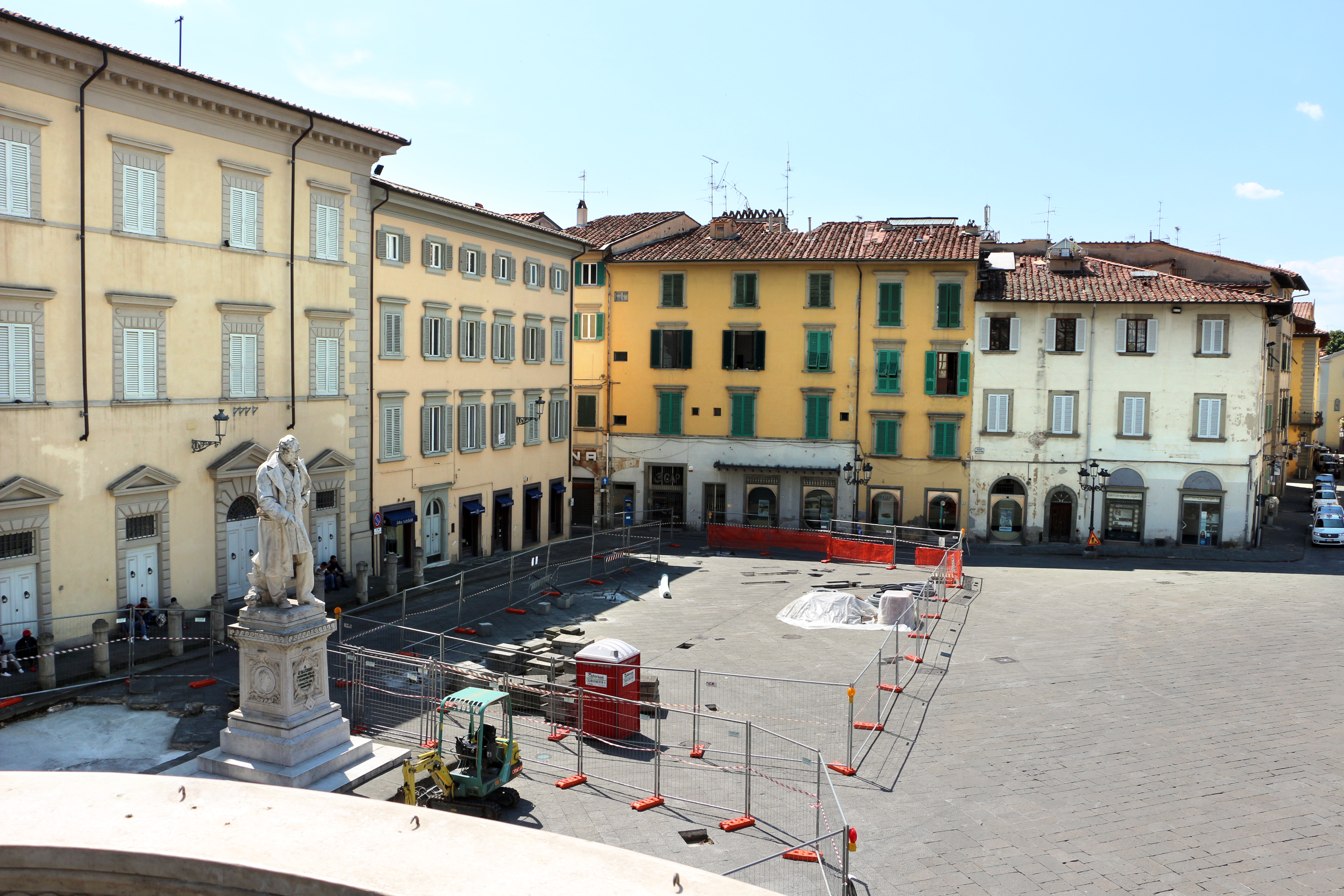
Veduta del lato sud-ovest con Palazzo Vestri ed il monumento a Mazzoni
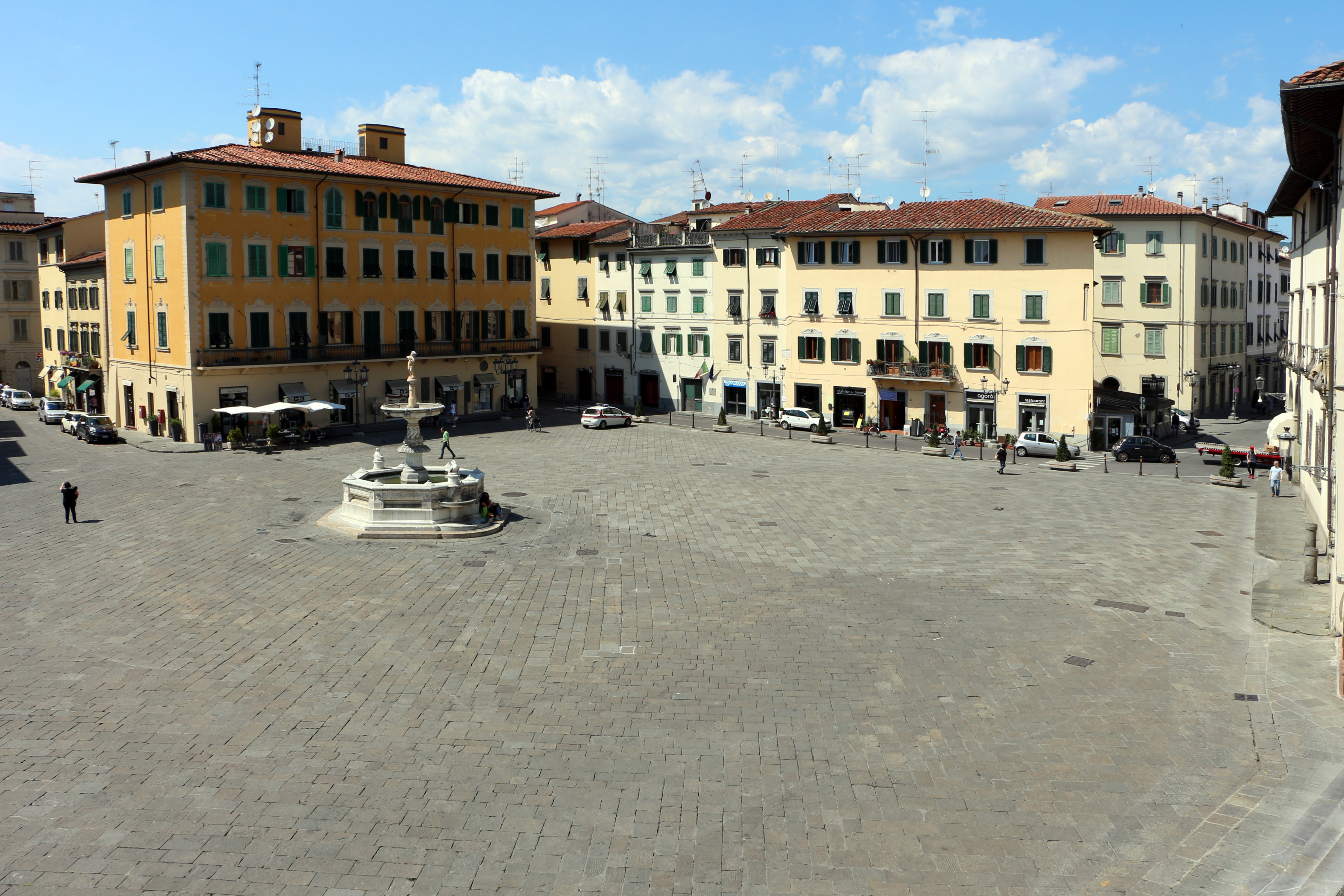
Veduta del lato nord-ovest con palazzo Dragoni sulla sinistra
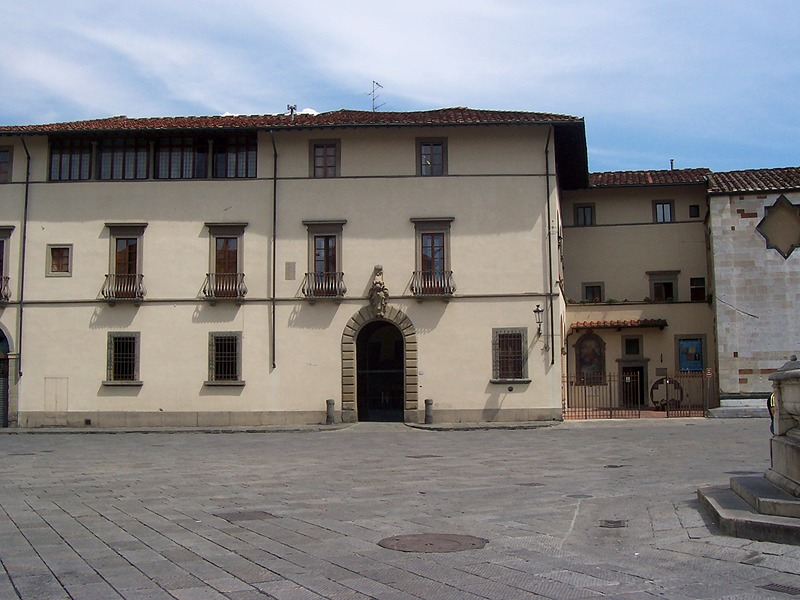
Palazzo Vescovile
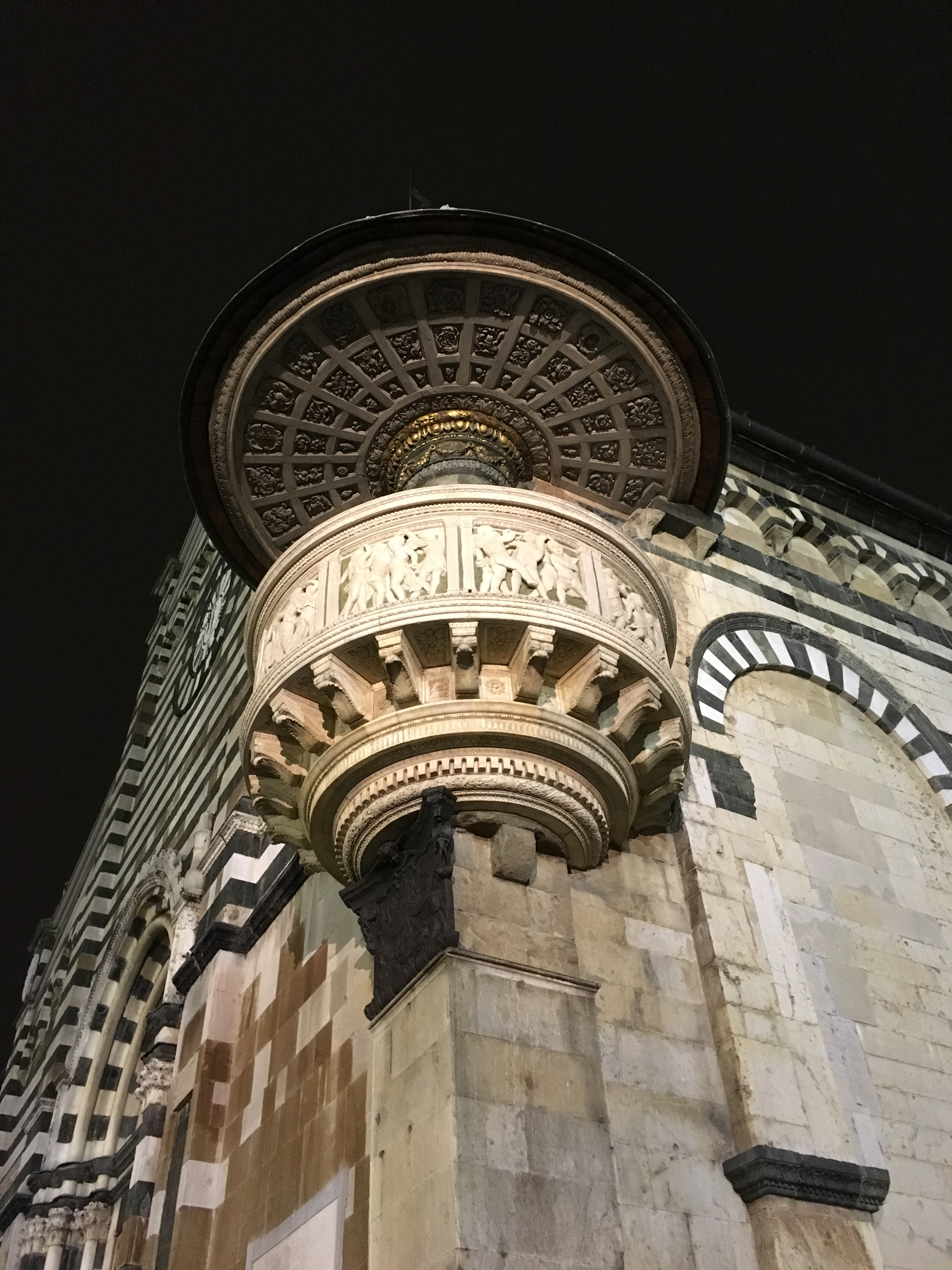
Pulpito di Donatello sulla facciata del Duomo
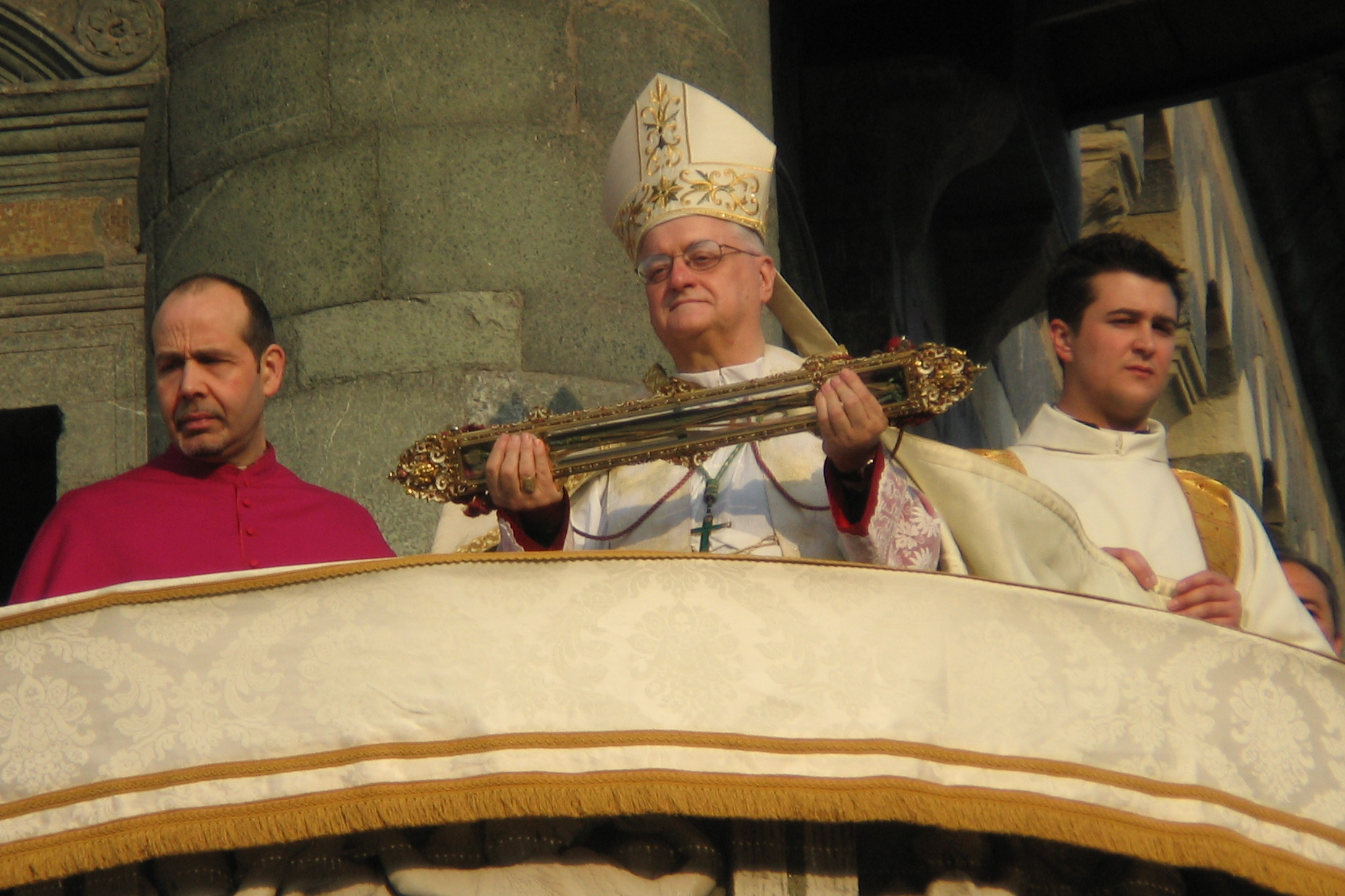
Ostensione della Sacra Cintola dal pulpito di Donatello
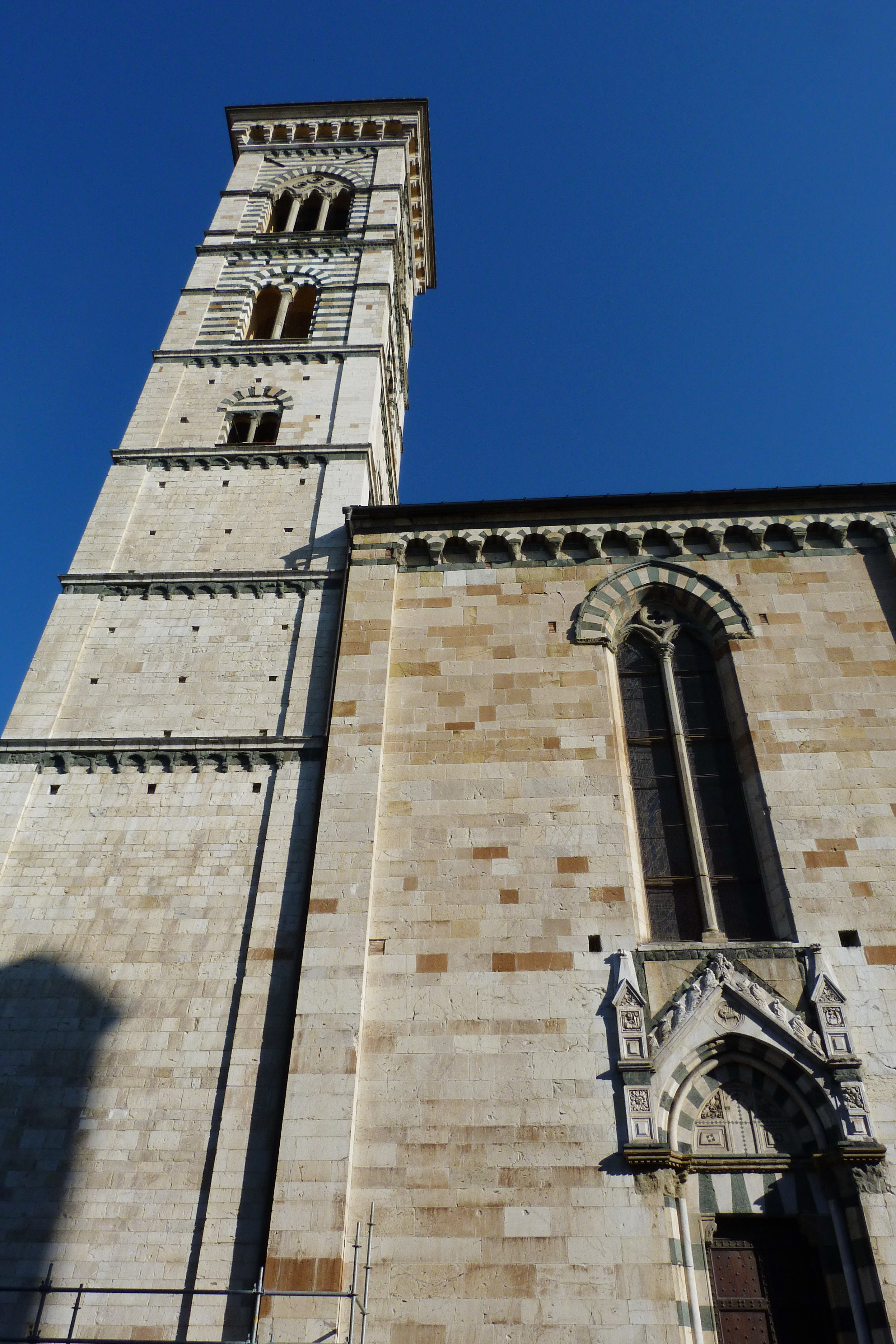
Campanile del duomo
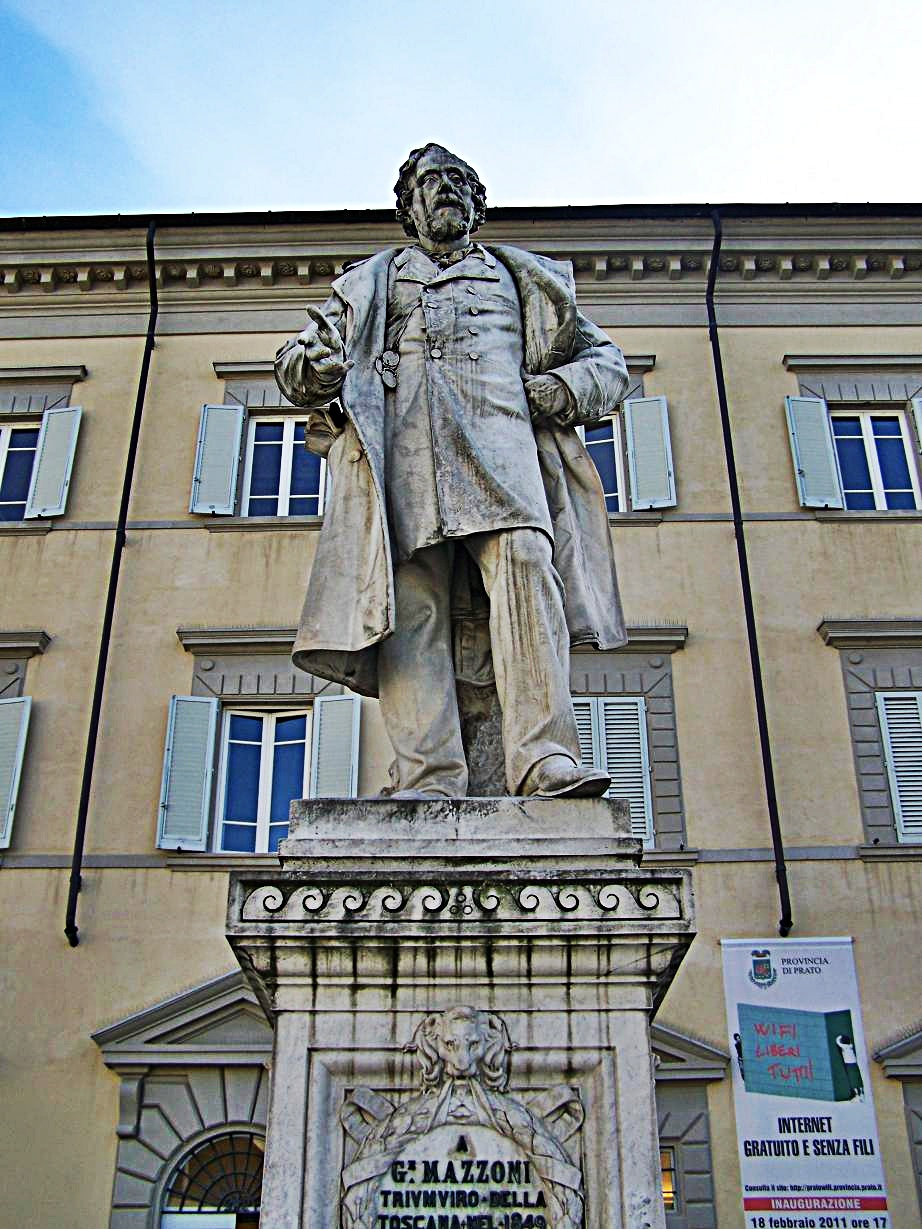
Monumento a Giuseppe Mazzoni